# Iwanków (rejon czortkowski)
Iwanków (ukr. Іванків) – wieś na Ukrainie w rejonie czortkowskim należącym do obwodu tarnopolskiego.
Do 2020 w rejonie borszczowskim.